# احمد اخگر
احمد اخگر () ‏(۱۳۴۸ — ۱۲۶۷) نظامی، سیاستمدار، شاعر و روزنامه‌نگار ایرانی در دوره قاجاریه و پهلوی اول و دوم بود.
اخگر همزمان با جنبش مشروطه به صف مشروطه‌خواهان پیوست و در واقعه میدان توپخانه به اتفاق دیگر آزادیخواهان، در مسجد سپهسالار متحصن شد و ضمن سخنرانی، مجاهدان را مشق نظامی داد. در جریان جنگ جهانی اول با سربازان تحت فرماندهی اش به اقدامات نظامی علیه انگلیسی‌ها پرداخت و در سازمان دادن به حرکت خودجوش اهالی فارس برای مقابله با تجاوز انگلستان به بوشهر، نقش مهمی داشت تا آنجا که با پای پیاده به عزم بغداد روانه غرب ایران شد اما از آنجا که نیروهای انگلیسی اکثر مسیرها را محاصره کرده بودند، پس از گذشت از مسیرهای صعب‌العبور خود را به نیروهای دولت موقتی رساند که نظام‌السلطنه مافی با نمایندگان مجلس و دیگر سیاسیونی که به کرمانشاه کوچیده بودند، در این شهر تشکیل داده بود. اخگر همراه افسرانی چون محمدتقی پسیان با این دولت همکاری کرد و ظاهراً در همین دوران یکی از دیدگان خود را از دست داد. در سال ۱۲۹۹ احمد شاه، به پاس زحمات اخگر، نشان شیر و خورشید به وی اعطا کرد.

احمد اخگر راست

در دوره پنجم اخگر به نمایندگی از بوشهر به مجلس شورای ملی رفت و جزو اقلیت مخالف سردارسپه شد. در اواخر تیر ۱۳۰۳ که با کشته شدن کنسول آمریکا در تهران، سردارسپه حکومت نظامی در پایتخت برقرار کرد، او همراه با سید حسن مدرس و ملک‌الشعراء بهار جزو نمایندگانی بود که در هفتم امرداد طرح استیضاح دولت سردارسپه را به مجلس دادند. موارد استیضاح عبارت بود از: «سوء سیاست نسبت به داخله و خارجه‏، قیام و اقدام بر ضد قانون اساسی و حکومت مشروطه و توهین به مجلس شورأی ملی، تحویل ندادن اموال مقصرین و غیره به خزانه دولت». روز ۲۸ امرداد که رضاخان و اعضای دولتش برای استیضاح در مجلس حاضر شدند، هوادارانش در بیرون مجلس و نمایندگان هواخواهش درون مجلس به نمایندگان خواهان استیضاح حمله کردند و این نمایندگان بناچار استیضاح را مسکوت گذاشتند. با این حال رضاخان از مجلس رأی اعتماد خواست و با خروج نمایندگان اقلیت از جلسه، دیگر نمایندگان به اتفاق به او و دولتش رأی اعتماد دادند.
اخگر در هفدهم مجلس شورای ملی نیز نماینده بوشهر بود. در بهمن ۱۳۳۲، قبل از انتخابات دوره دوم مجلس سنا، جمعیت تأمین آزادی انتخابات را تأسیس کرد و از طرف نهضت مقاومت ملی به عنوان یکی از سیزده نامزد این جمعیت معرفی شد.
احمد اخگر در روز شنبه ۲ بهمن ۱۳۴۸ در بیمارستان شماره ۲ ارتش درگذشت.